# Oz Sanchez
Oscar "Oz" Sanchez (ur. 2 grudnia 1975) – amerykański niepełnosprawny kolarz. Mistrz paraolimpijski z Pekinu w 2008 roku oraz z Londynu w 2012 roku.

## Medale Igrzysk Paraolimpijskich

### 2012
- - Kolarstwo - sztafeta H1-4
- - Kolarstwo - trial na czas - H4

### 2008
- - Kolarstwo - trial na czas - HC C